# ドーン (パキスタン)

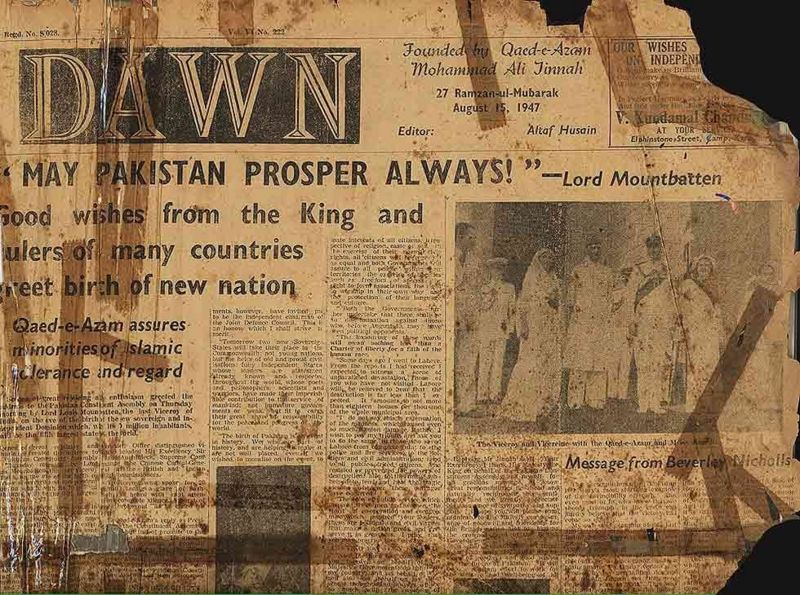
パキスタンが独立した1947年8月15日の号

ドーン（英: Dawn）は、パキスタン最大手、また最古の英字紙。同国の公式記録新聞 (newspaper of record) でもある。ドーン・メディア・グループの旗艦出版物。
1941年10月26日、デリーでムハンマド・アリー・ジンナーにより、全インド・ムスリム連盟の機関誌として創刊され、翌年10月12日に第1号がラティフィ印刷所で印刷された。カラチ、ラホール、イスラマバードにオフィスがあるほか、海外に駐在記者を派遣している。平日の発行部数は10万9000部あまり（2010年時点）。ドーングループのCEOはハミード・ハルーン、編集長はザッファール・アッバースである。
ドーンの記事は『インデペンデント』、『ガーディアン』、『ロサンゼルス・タイムズ』、『ワシントン・ポスト』など、多くの西側諸国の新聞社に配信されている。

## 沿革
当初はニューデリーに編集部を置く週刊誌として創刊された。ジンナーの指導のもと、全インド・ムスリム連盟のデリーにおける公式機関誌、さらにはムスリム連盟が発行する唯一の英字紙となり、パキスタン建国という理念を提唱し、またこれを擁護した。
ポタン・ジョゼフ編集長時代の1944年10月に日刊紙となったが、ジョゼフは同年中に植民地政府の首席情報官へ転じ編集部を辞した。パキスタン運動をめぐり、ジンナーと意見の相違があったともされる。後任のアルタフ・フセイン編集長は、社説のなかでインドのムスリムに独立を呼びかけ、統一インドの創設を望んでいたインド国民会議派やインド総督のルイス・マウントバッテンの怒りを買った。
1947年、フセイン以下の編集部はカラチに移転し、以後カラチが同紙の拠点となった。